# Arachnothryx megalantha
Arachnothryx megalantha är en måreväxtart som först beskrevs av David H. Lorence, och fick sitt nu gällande namn av David H. Lorence. Arachnothryx megalantha ingår i släktet Arachnothryx och familjen måreväxter. Inga underarter finns listade i Catalogue of Life.